# 乔治·弗雷德里克·博德利
乔治·弗雷德里克·博德利（英語：George Frederick Bodley；1827年3月14日—1907年10月21日）是英国哥特复兴式建筑师。他是乔治·吉尔伯特·斯科特爵士的学生，并与托马斯·加纳通力合作。他于1872年与Thomas George Wood Reavely的女儿Minna F.H. Reavely在Kinnersley Castle结婚，他们有一个儿子——George H. Bodley，出生于1874年。

## 作品集

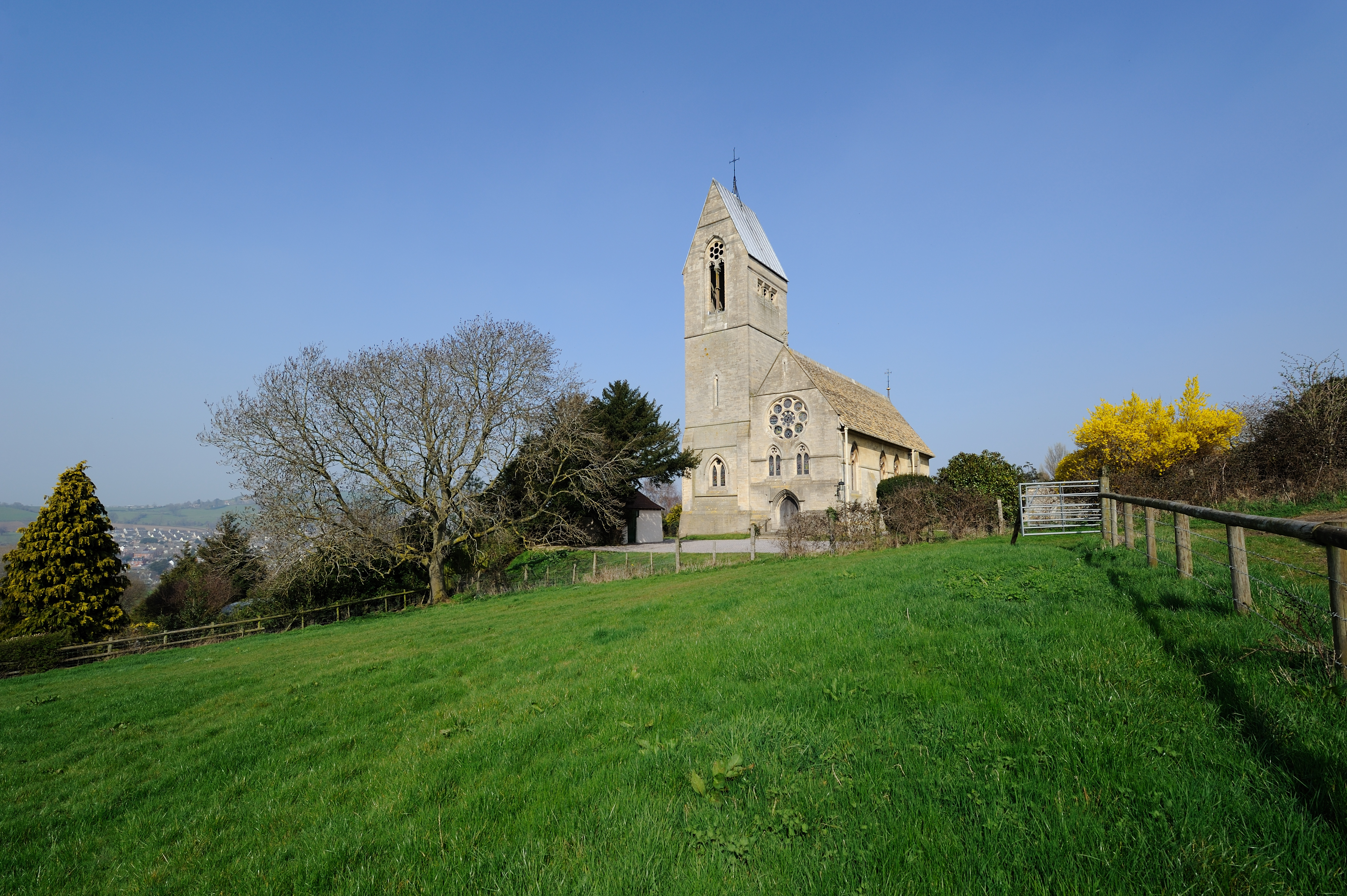
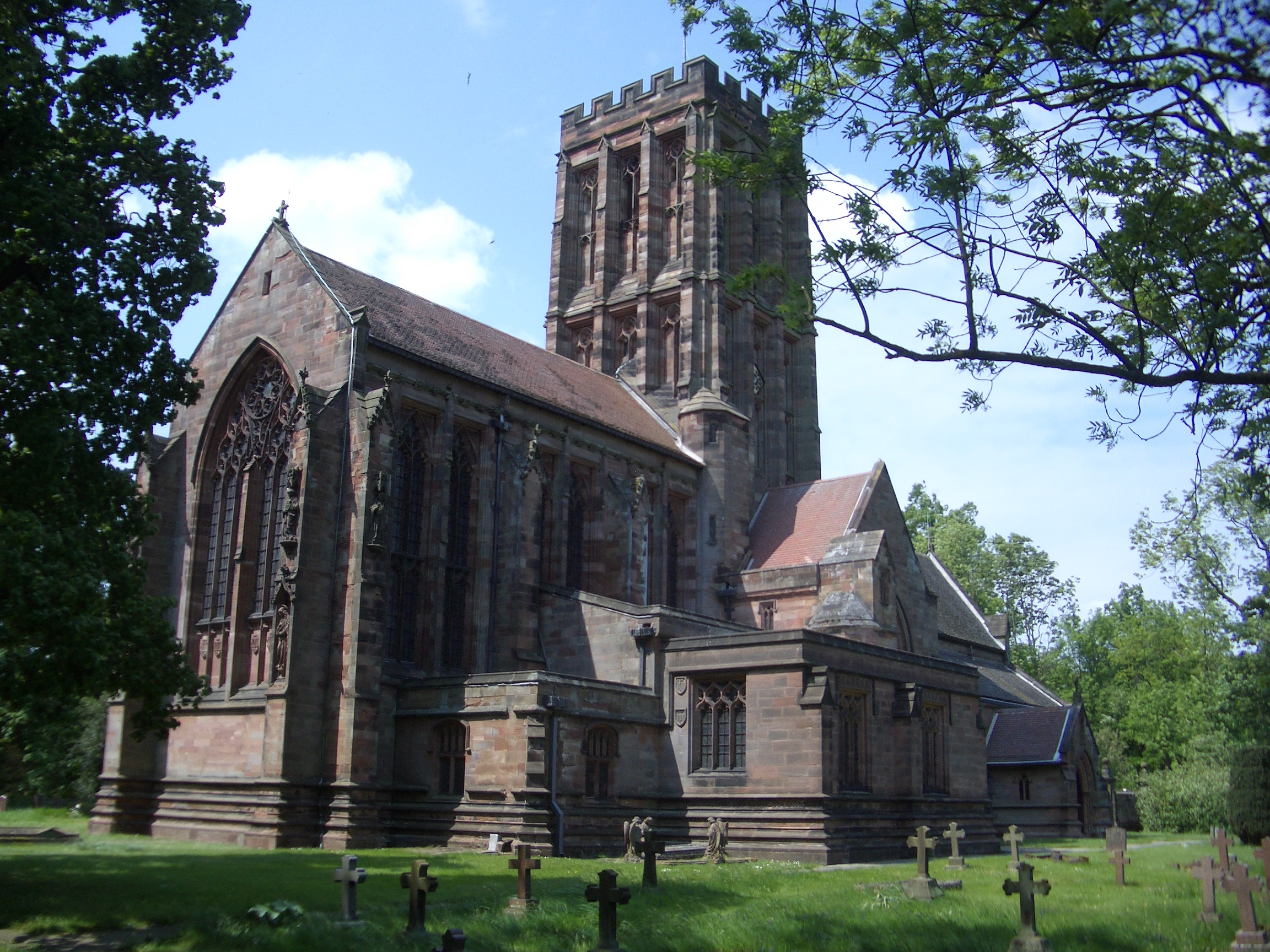
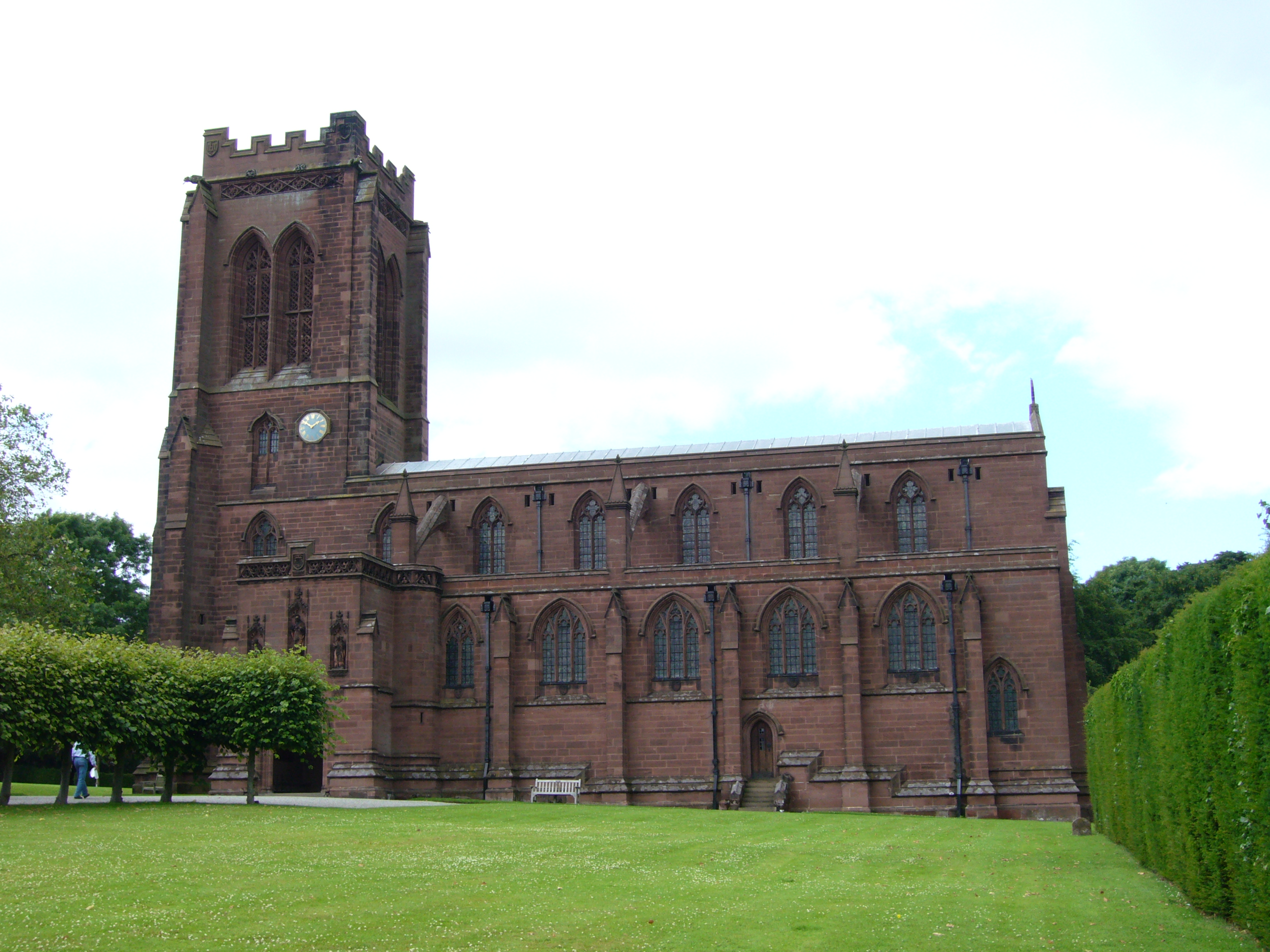
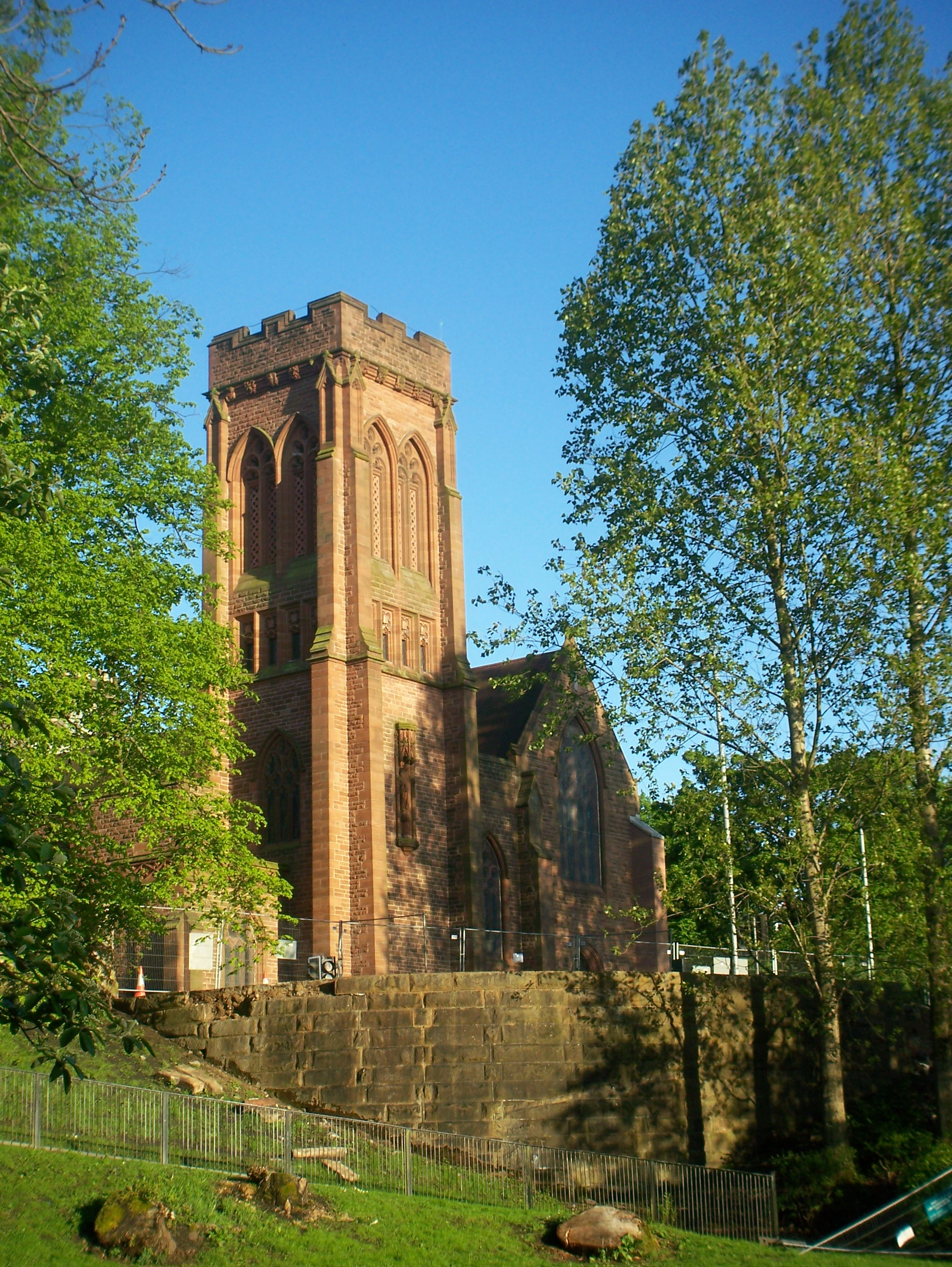
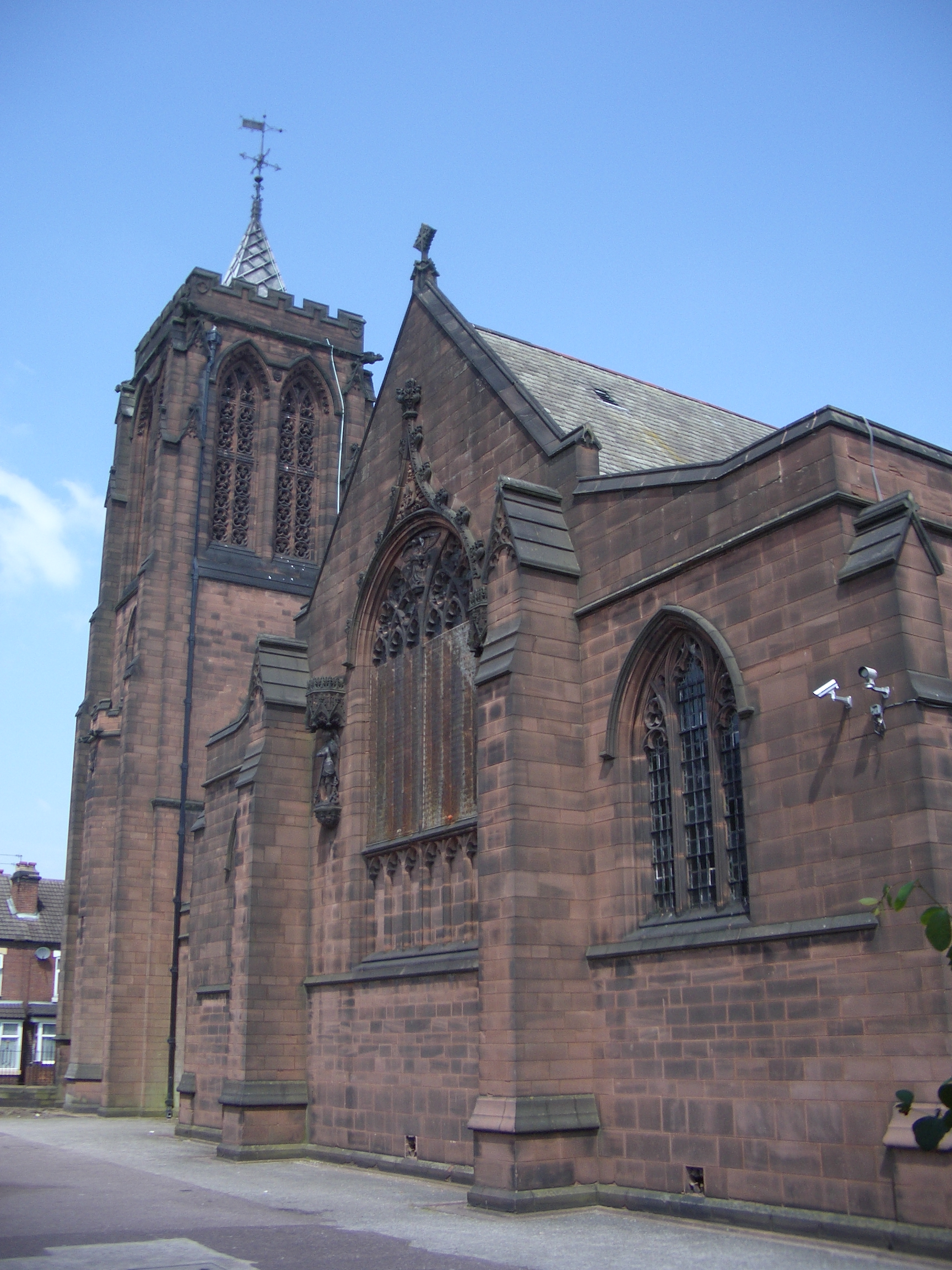
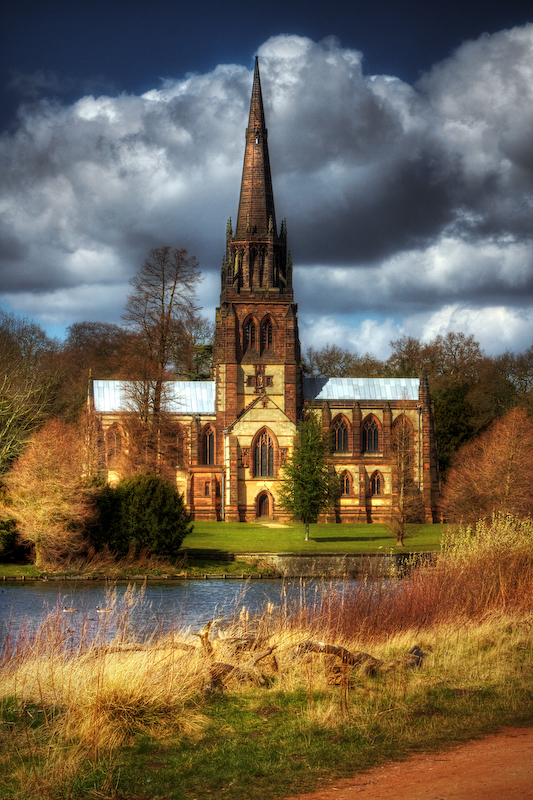
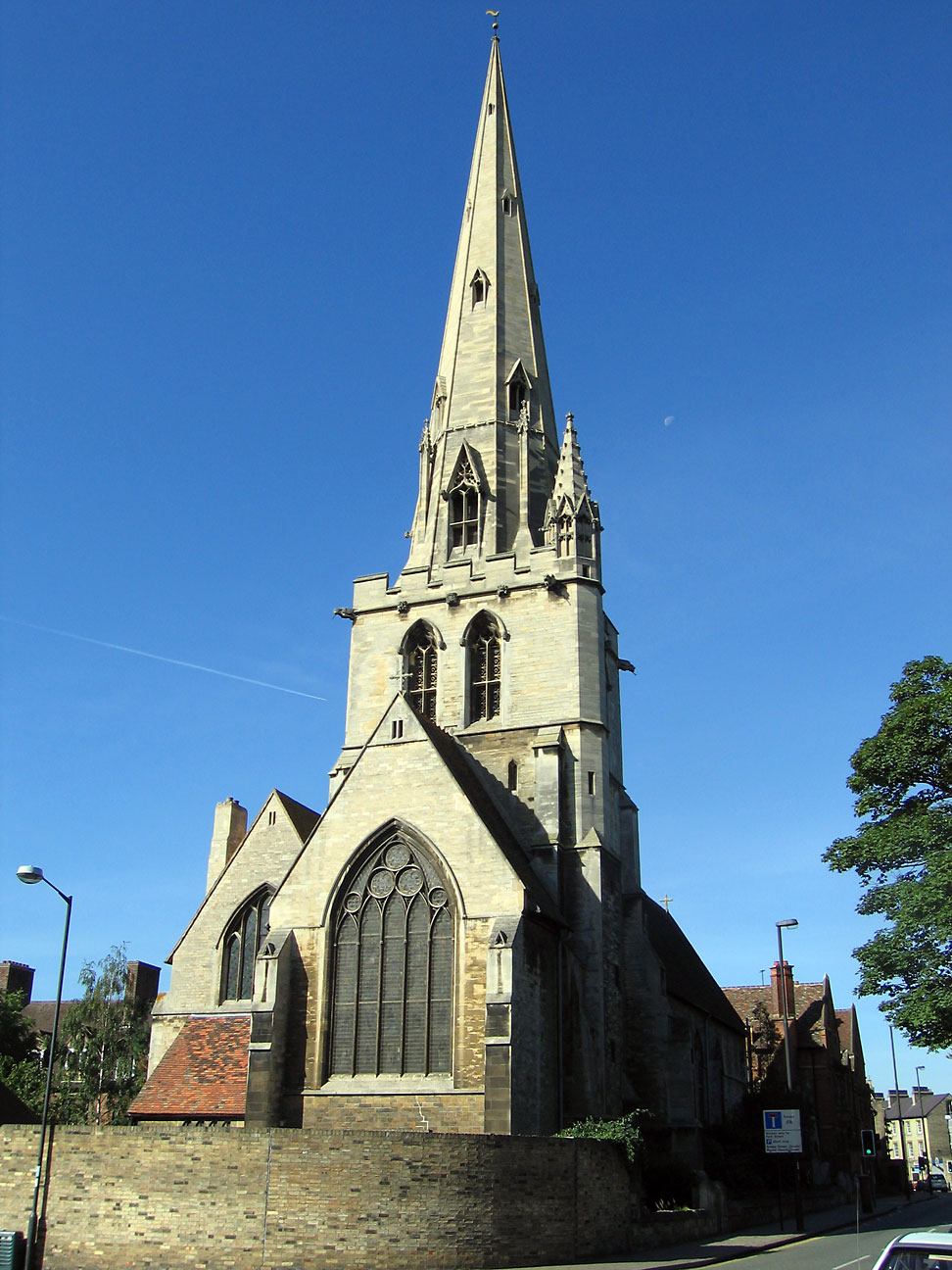
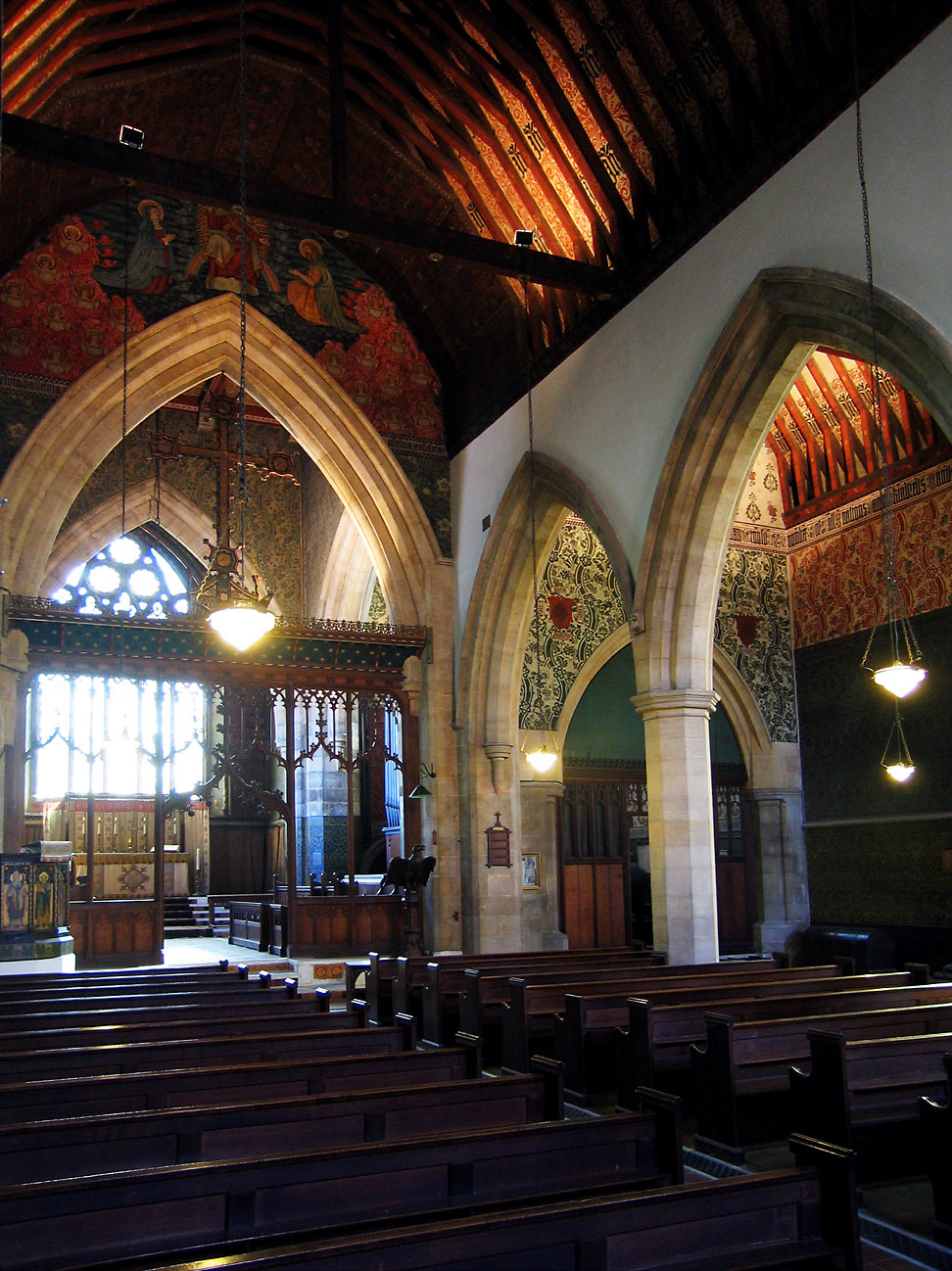
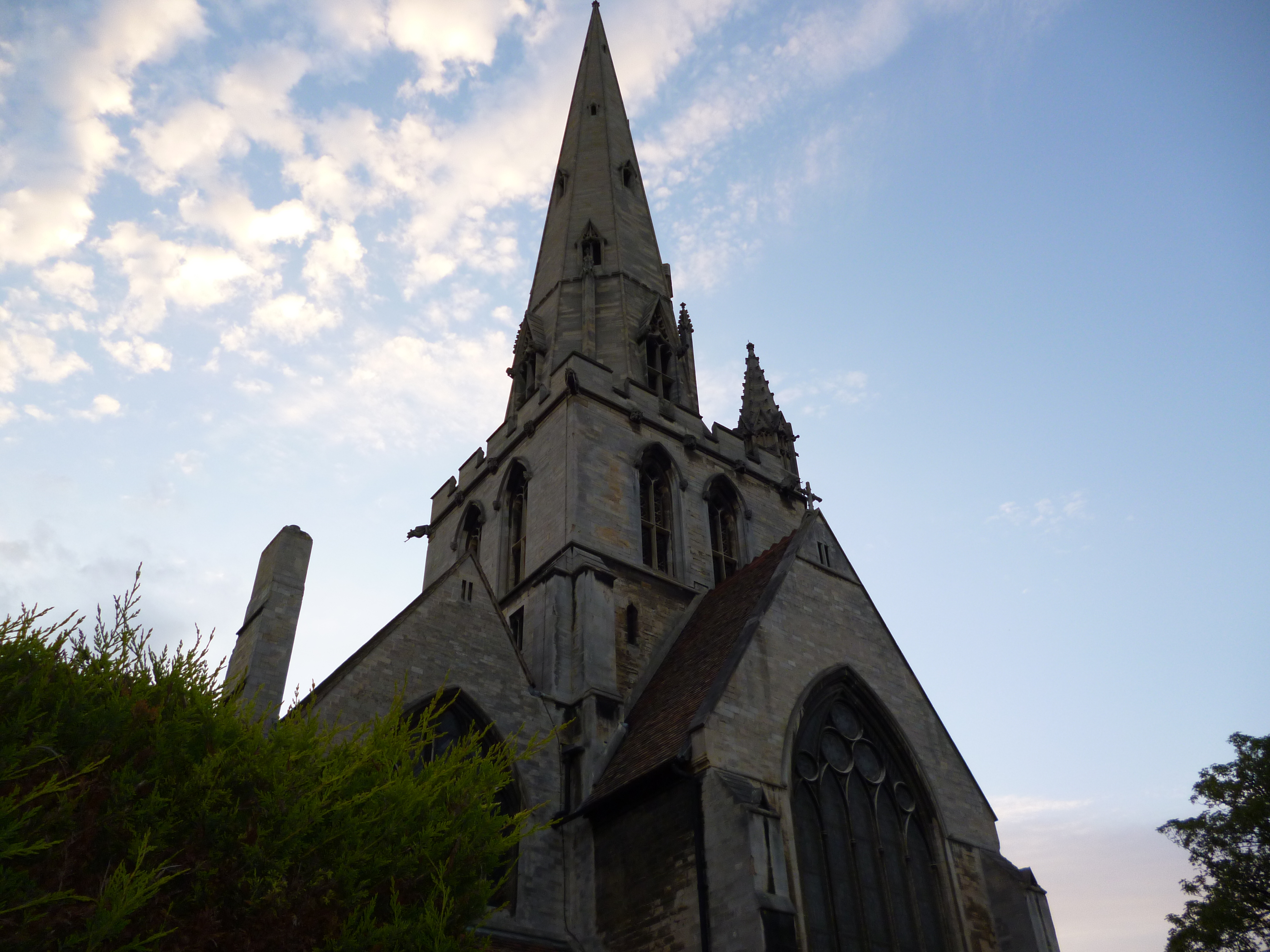
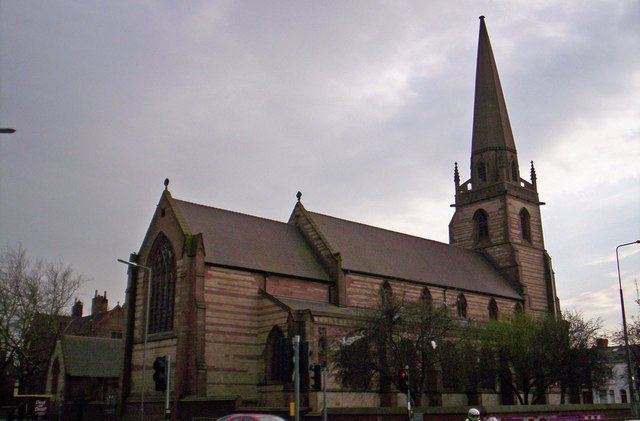
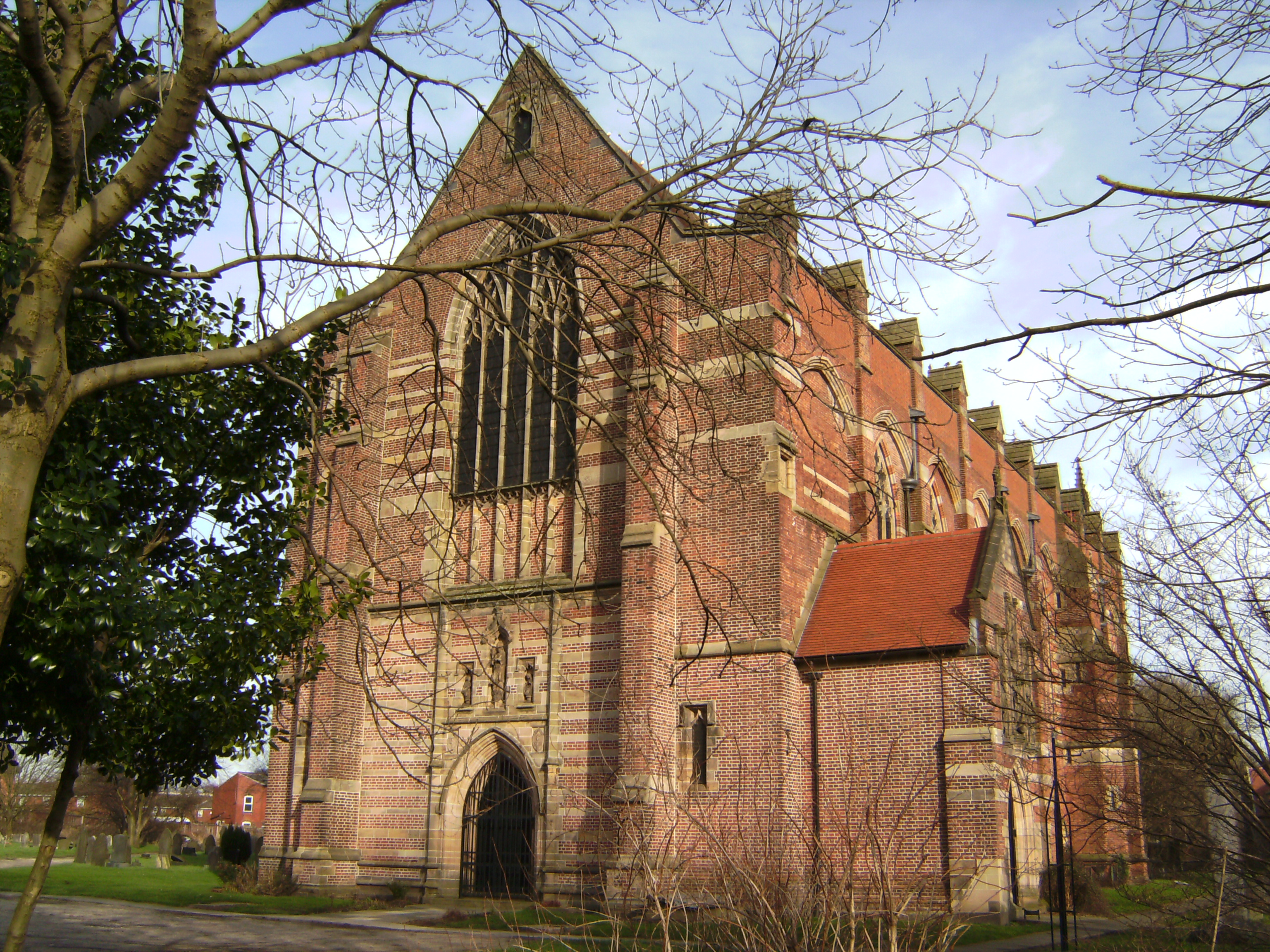
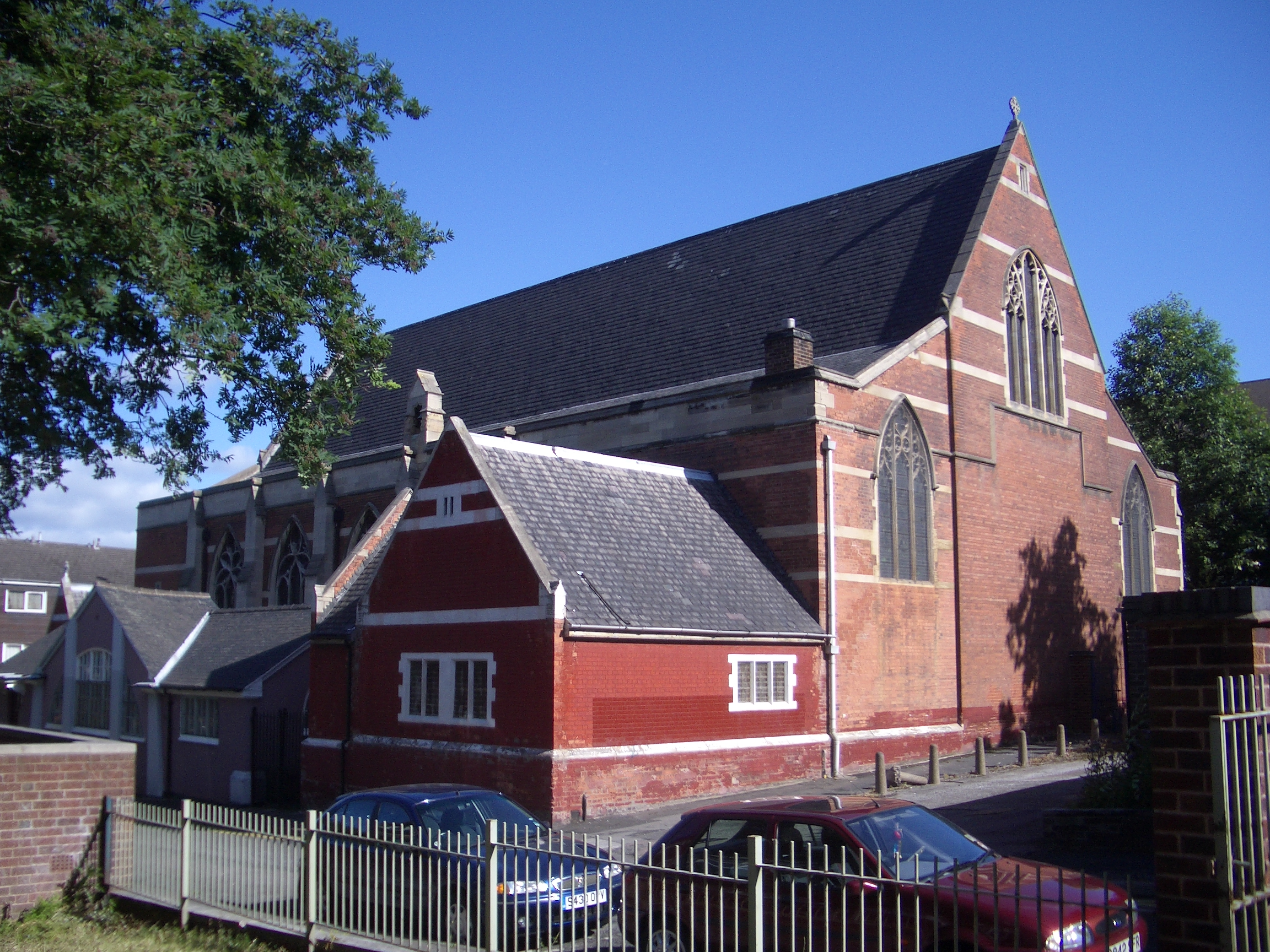
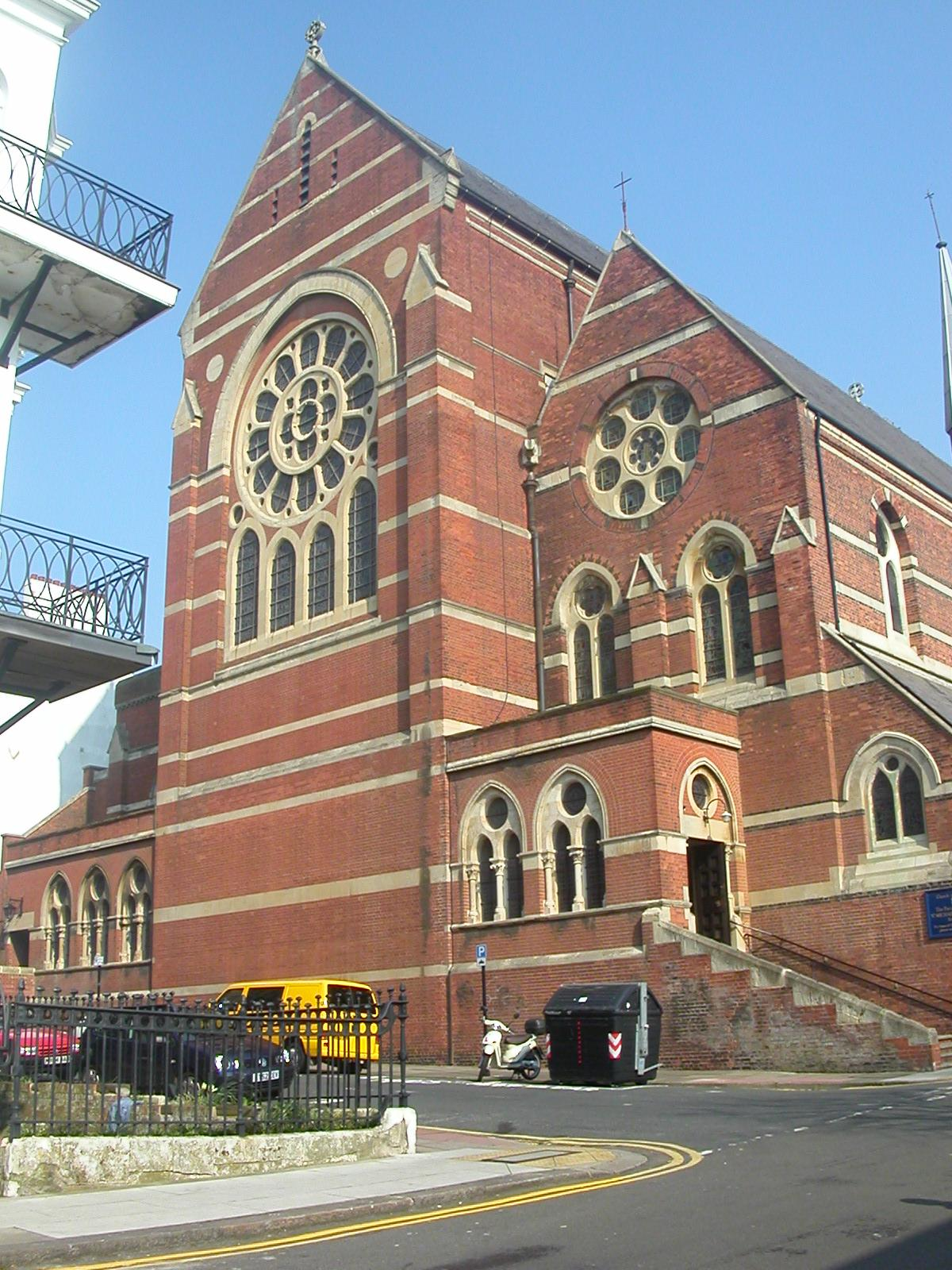
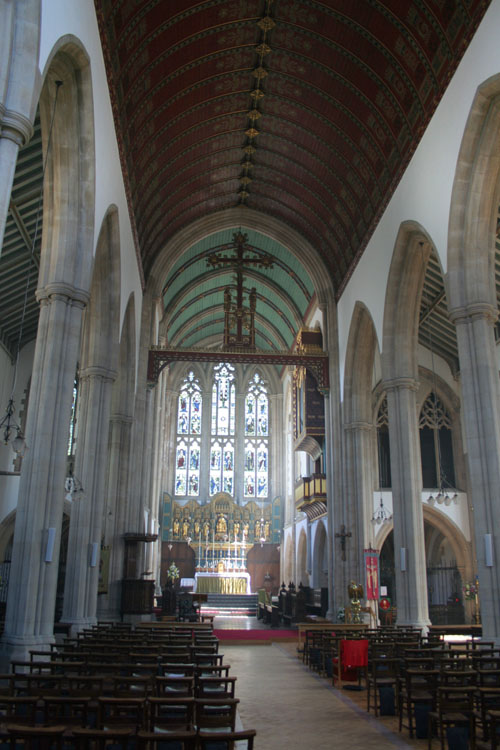
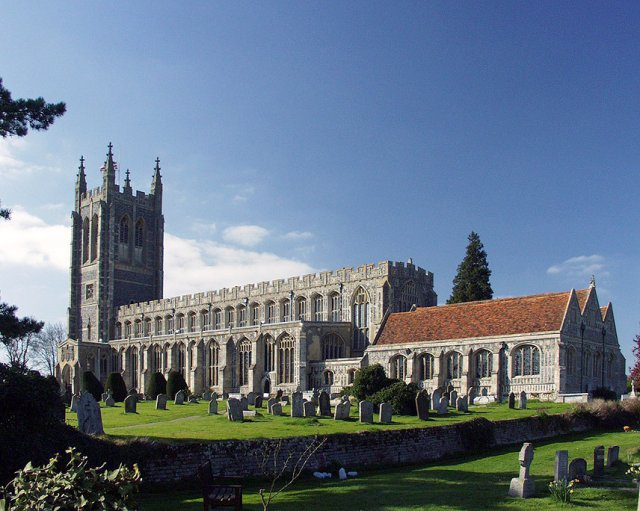
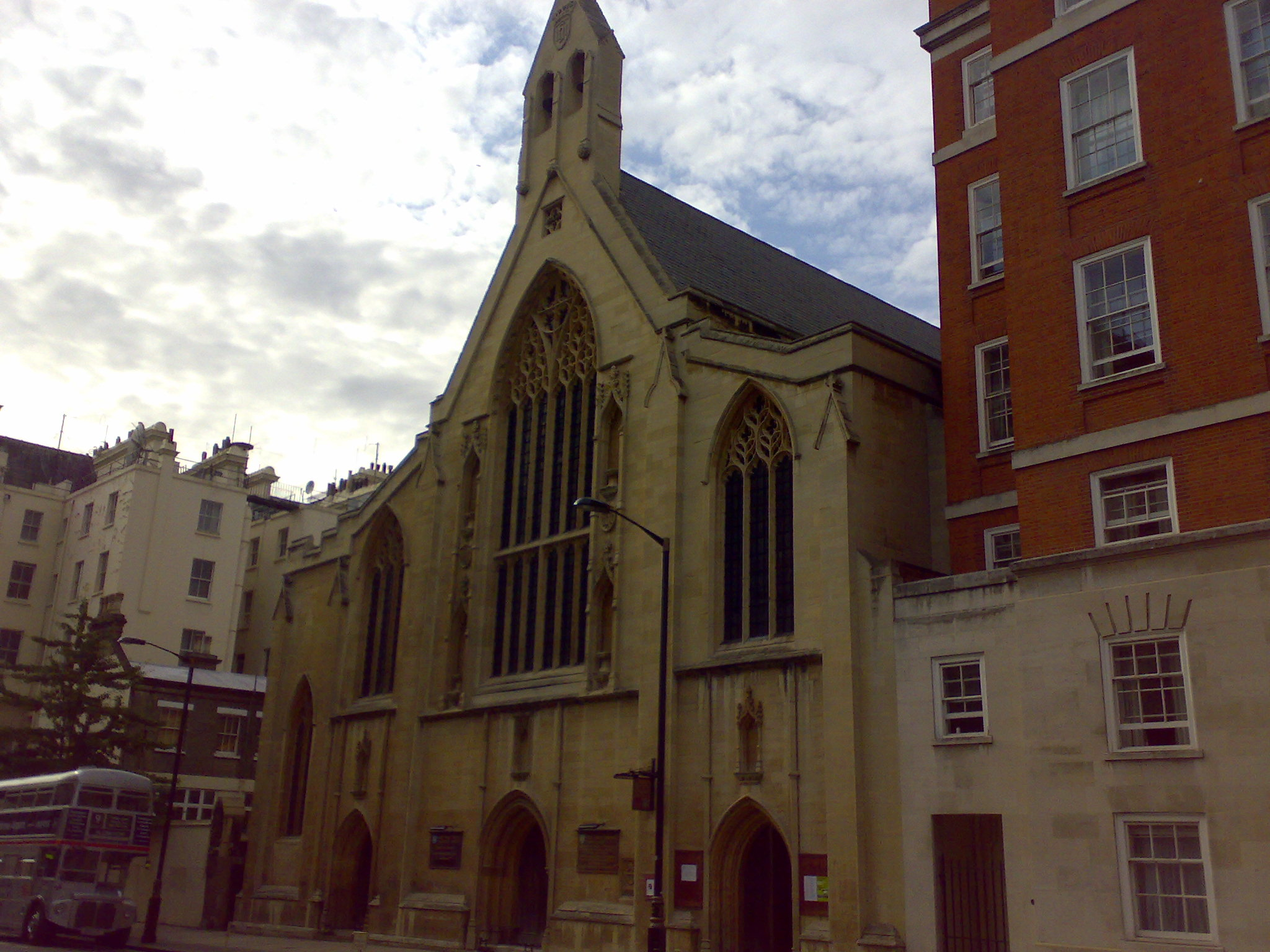
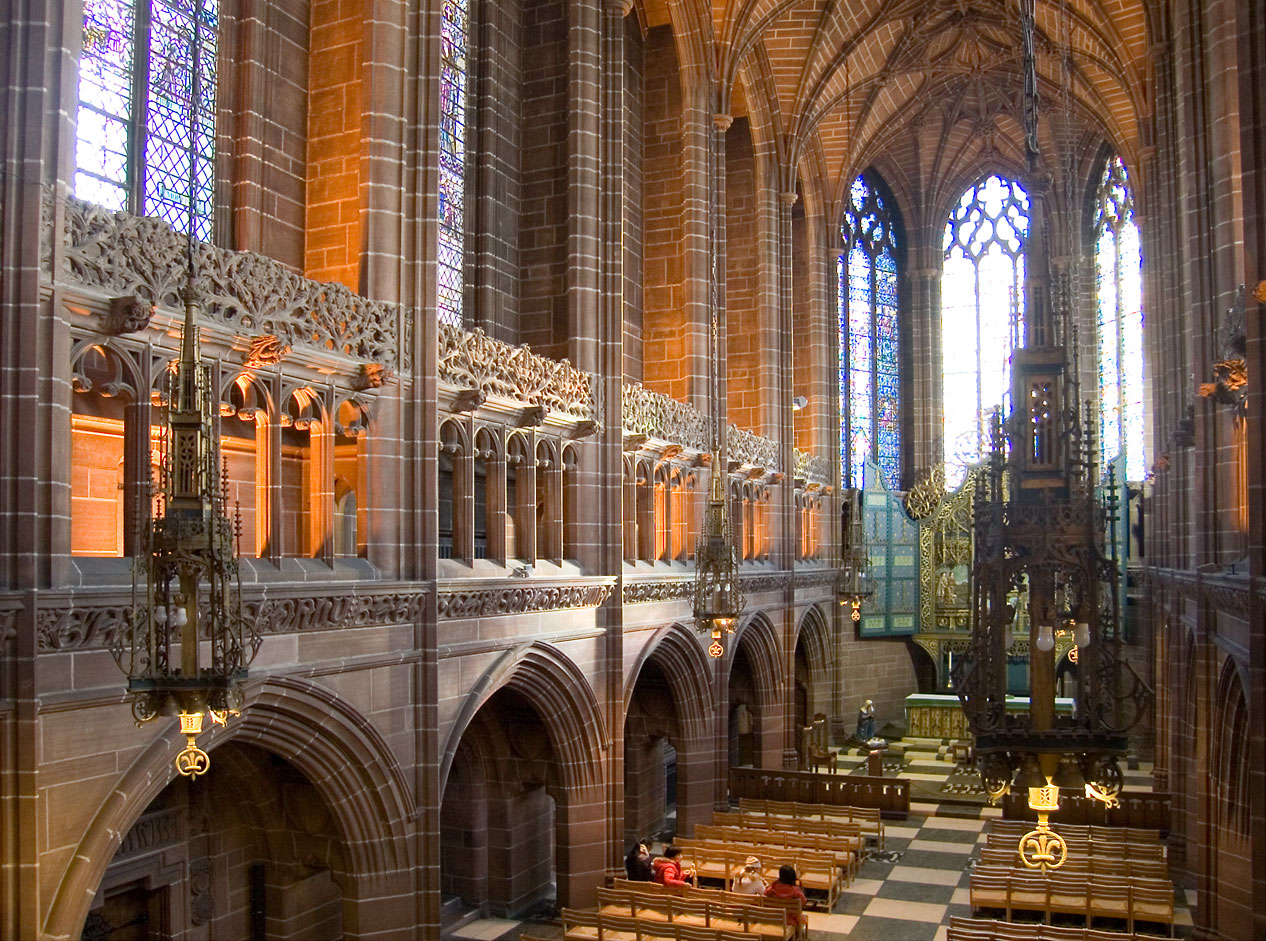
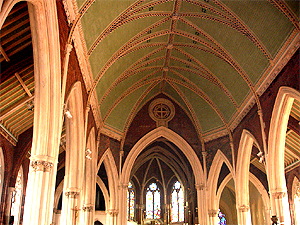
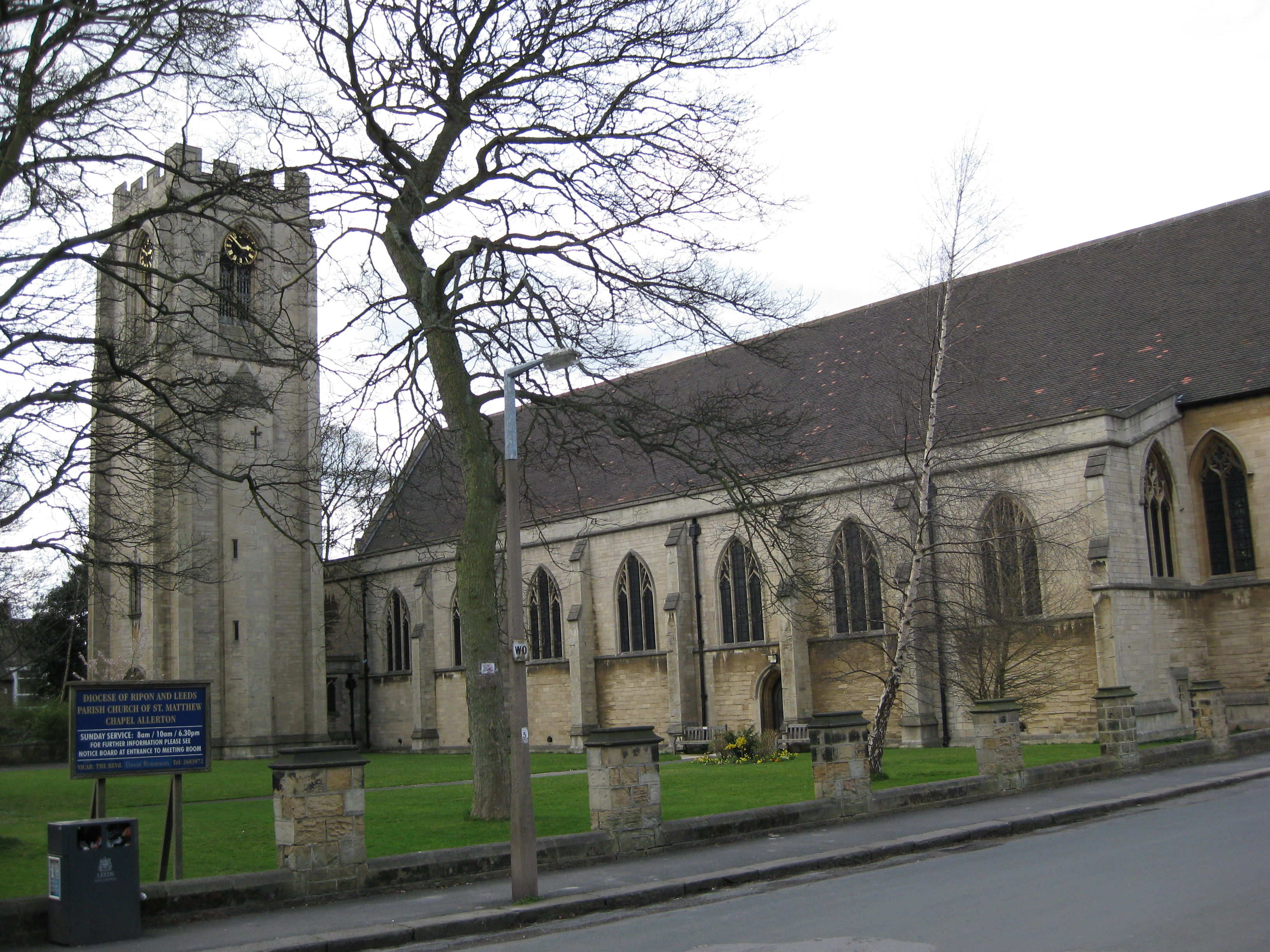
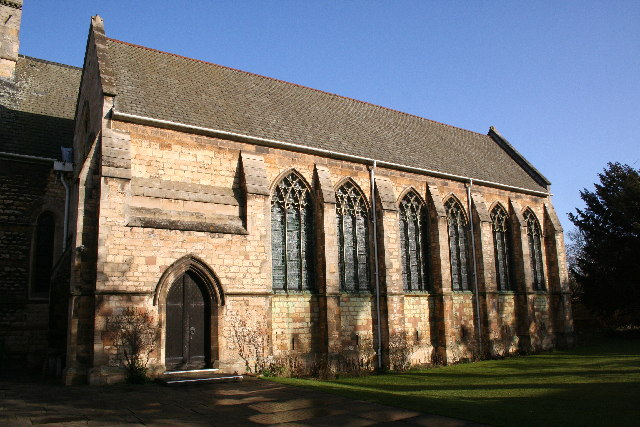
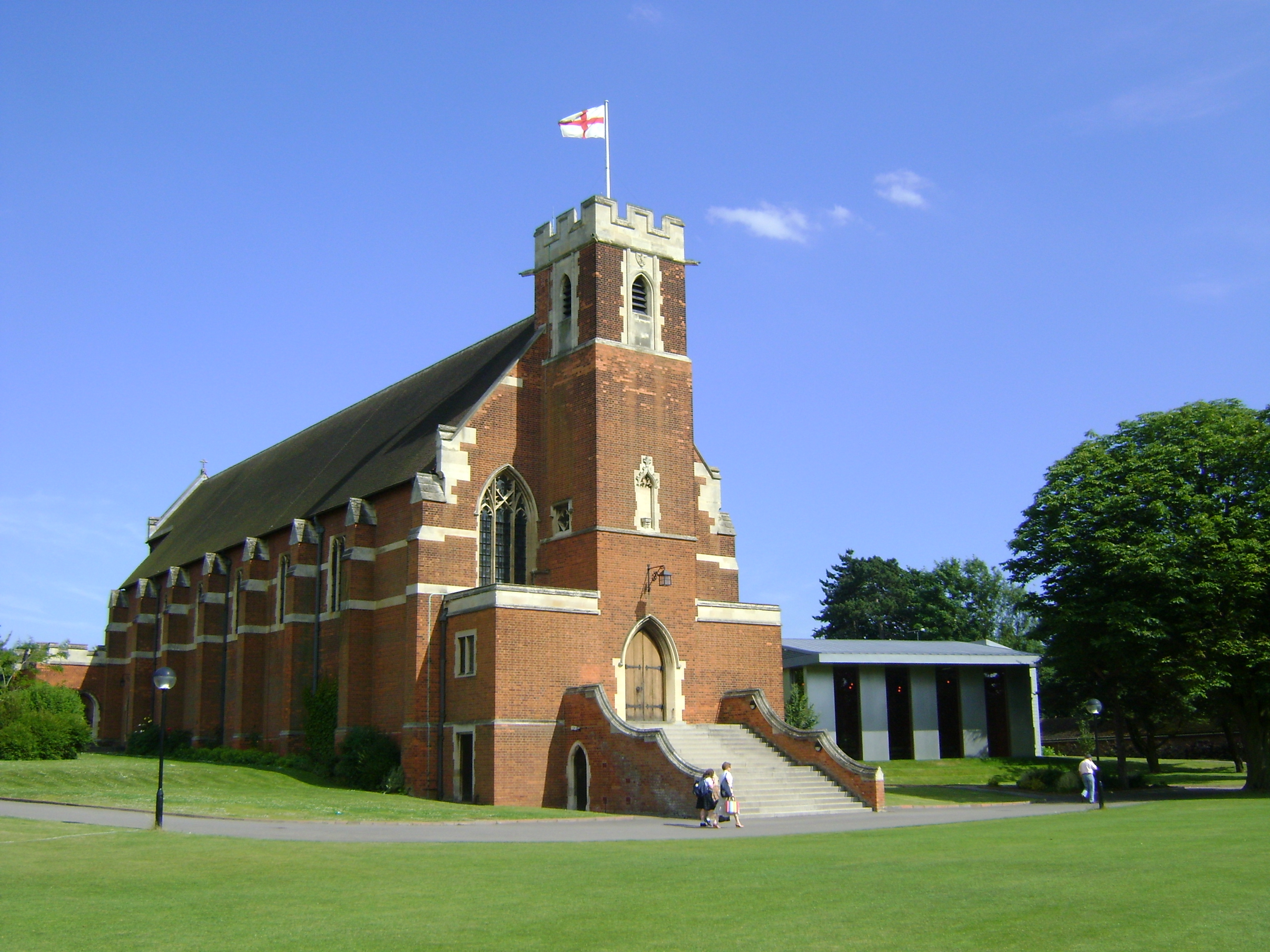